# Tamba angulata
Tamba angulata là một loài bướm đêm trong họ Noctuidae.